# Жалец
Жалец (словен. Žalec) је град и управно средиште истоимене општине Жалец, која припада Савињској регији у Републици Словенији.
По последњем попису из 2011. године, насеље Жалец имало је 4.919 становника.